# جی‌ای‌دی‌ای‌اس-جی‌اس-زد۱۴-۰
جی‌ای‌دی‌ای‌اس-جی‌اس-زد۱۴–۰ (انگلیسی: JADES-GS-z14-0) یک کهکشان با انتقال به سرخ بالا شکست لیمن در صورت فلکی کوره است که در سال ۲۰۲۴ با استفاده از دوربین فروسرخ نزدیک به عنوان بخشی از برنامه تلسکوپ فضایی جیمز وب کشف شد. است. «جی‌ای‌دی‌ای‌اس» (JADES) کوته‌نوشت (JWST Deep Extragalactic Survey) است.
جی‌ای‌دی‌ای‌اس-جی‌اس-زد۱۴–۰ دارای انتقال به سرخ ۱۴٫۳۲ است که آن را به دورترین کهکشان و جرم نجومی کشف شده تا کنون تبدیل می‌کند.

## کشف
جی‌ای‌دی‌ای‌اس-جی‌اس-زد۱۴–۰ با استفاده از طیف‌نگار فروسرخ نزدیک تلسکوپ فضایی جیمز وب (NIRSpec) در سال ۲۰۲۴ مشاهده شد، و انتقال به سرخ ۱۴٫۳۲ را اندازه‌گیری کرد، که شکل‌گیری کهکشان را در حدود ۲۹۰ میلیون سال پس از آن قرار داد.